# Šemša
Šemša (Hongaars: Semse) is een Slowaakse gemeente in de regio Košice, en maakt deel uit van het district Košice-okolie.
Šemša telt 790 inwoners.